# Hillsborough (Karolina Północna)
Hillsborough – miasto we wschodniej części Stanów Zjednoczonych, w stanie Karolina Północna. Ludność liczy 5,446 mieszkańców (dane z 2000). Siedziba Hrabstwa Orange.
Miasto zostało wytyczone w 1754. Pod koniec XVIII wieku przez krótki czas pełniło funkcję stolicy stanu.